# العلاقات السورية الهايتية
العلاقات السورية الهايتية هي العلاقات الثنائية التي تجمع بين سوريا وهايتي.

## مقارنة بين البلدين
هذه مقارنة عامة ومرجعية للدولتين:
| وجه المقارنة                                              | سوريا                    | هايتي                                |
| --------------------------------------------------------- | ------------------------ | ------------------------------------ |
| المساحة (كم2)                                             | 185.18 ألف               | 27.75 ألف                            |
| عدد السكان (نسمة)                                         | 18.27 مليون              | 10.98 مليون                          |
| الكثافة السكانية (ن./كم²)                                 | 98.66                    | 395.68                               |
| العاصمة                                                   | دمشق                     | بورت أو برانس                        |
| اللغة الرسمية                                             | اللغة العربية            | لغة فرنسية، اللغة الكريولية الهايتية |
| العملة                                                    | ليرة سورية               | جوردة هايتية                         |
| الناتج المحلي الإجمالي (بليون دولار)                      | 60.20 مليار              | 8.41 مليار                           |
| الناتج المحلي الإجمالي (تعادل القوة الشرائية) بليون دولار |                          | 18.82 مليار                          |
| الناتج المحلي الإجمالي الاسمي للفرد دولار أمريكي          |                          | 818                                  |
| الناتج المحلي الإجمالي للفرد دولار أمريكي                 |                          | 1.73 ألف                             |
| مؤشر التنمية البشرية                                      | 0.594                    | 0.483                                |
| رمز المكالمات الدولي                                      | +963                     | +509                                 |
| رمز الإنترنت                                              | .sy                      | .ht                                  |
| المنطقة الزمنية                                           | ت ع م+02:00، ت ع م+03:00 | 00                                   |

## منظمات دولية مشتركة
يشترك البلدان في عضوية مجموعة من المنظمات الدولية، منها:
| علم المنظمة | اسم المنظمة                               | تاريخ انضمام سوريا | تاريخ انضمام هايتي |
| ----------- | ----------------------------------------- | ------------------ | ------------------ |
|             | مؤسسة التنمية الدولية                     | 28 يونيو 1962      | 13 يونيو 1961      |
|             | يونسكو                                    | 16 نوفمبر 1946     | 18 نوفمبر 1946     |
|             | وكالة ضمان الاستثمار متعدد الأطراف        | 14 مايو 2002       | 11 ديسمبر 1996     |
|             | الأمم المتحدة                             | 24 أكتوبر 1945     | 24 أكتوبر 1945     |
|             | الاتحاد البريدي العالمي                   | ?                  | ?                  |
|             | البنك الدولي للإنشاء والتعمير             | 10 أبريل 1947      | 8 سبتمبر 1953      |
|             | الاتحاد الدولي للاتصالات                  | 12 يناير 1924      | 10 أكتوبر 1927     |
|             | منظمة حظر الأسلحة الكيميائية              | ?                  | ?                  |
|             | مؤسسة التمويل الدولية                     | 28 يونيو 1962      | 20 يوليو 1956      |
|             | المركز الدولي لتسوية المنازعات الاستشارية | 24 فبراير 2006     | 26 نوفمبر 2009     |
|             | منظمة الشرطة الجنائية الدولية             | ?                  | ?                  |

## وصلات خارجية
- موقع وزارة الخارجية الهايتية